# Lycodes ocellatus
Lycodes ocellatus är en fiskart som beskrevs av Toyoshima, 1985. Lycodes ocellatus ingår i släktet Lycodes och familjen tånglakefiskar. Inga underarter finns listade i Catalogue of Life.